# Salzach
Salzach er en flod, som løber gennem Østrig og Tyskland, og er en af Inns bifloder, og den har en længde på 225 km. 
Navnet kommer af det tyske ord Salz som betyder «salt». Frem til 1800-tallet var transport af salt ned af floden en vigtig del af den lokale økonomi. Transporten på floden stoppede da jernbanen erstattede det gamle transportsystem. 
Salzach er en af hovedfloderne i den østrigske  delstat Salzburg, og har sit udspring i Kitzbühel Alperne nær Krimml i Salzburg. Herfra løber den nordover og passerer byerne Hallein og Salzburg. Så danner den  grænse mellem Bayern i Tyskland og Østrig på en strækning af omkring 70 km. Landsbyer langs den sidste del af floden er Laufen, Tittmoning og Burghausen. Floden løber til sidst ud  i Inn nær Braunau.
47°18′00″N 12°06′57″Ø / 47.3°N 12.1157°Ø